# Walter Guiñazú
Walter Guiñazú, (Córdoba, Argentina, 23 de febrero de 1971) es un exjugador de baloncesto argentino. Con 2.02 de estatura, su puesto natural en la cancha era el de alero. Surgido de la cantera de Atenas, migró siendo un jugador juvenil a España, donde jugaría dos temporadas en la Liga ACB como parte del Mayoral Málaga y del COB. Luego de ello retornó a su país para jugar en la Liga Nacional de Básquet y en el Torneo Nacional de Ascenso con diversos clubes. En enero de 2002 regresó a España pero esta vez para jugar en las categorías menores hasta su retiro en 2004.

## Trayectoria

### Clubes
| Club                           | País      | Año         |
| ------------------------------ | --------- | ----------- |
| Atenas                         | Argentina | 1988 - 1989 |
| Saski Baskonia Junior          | España    | 1989 - 1991 |
| Mayoral Málaga                 | España    | 1991 - 1992 |
| COB                            | España    | 1992 - 1993 |
| Echagüe                        | Argentina | 1993 - 1994 |
| Gimnasia de Comodoro Rivadavia | Argentina | 1994 - 1995 |
| Olimpia de Venado Tuerto       | Argentina | 1995 - 1996 |
| Regatas de San Nicolás         | Argentina | 1996 - 1997 |
| SIDERCA                        | Argentina | 1997 - 1998 |
| Estudiantes de Santa Rosa      | Argentina | 1998 - 1999 |
| Andino                         | Argentina | 1999 - 2000 |
| Peñarol de Mar del Plata       | Argentina | 2000 - 2001 |
| Ferro                          | Argentina | 2001        |
| CB Guadalajara                 | España    | 2002        |
| Melilla Baloncesto             | España    | 2002 - 2003 |
| Juventud Córdoba               | España    | 2003        |
| CB Comarca de la Ajarquía      | España    | 2003 - 2004 |

## Selección nacional
Guiñazú integró el seleccionado argentino que conquistó el título en el Campeonato Sudamericano de Baloncesto de Cadetes de 1988 organizado en Paraguay. 

## Palmarés

### Selección
- Argentina Sub-16:
  - Campeonato Sudamericano de Baloncesto de Cadetes de 1988

### Clubes
- Atenas:
  - Liga Nacional de Básquet: 1988

- Olimpia de Venado Tuerto:
  - Liga Nacional de Básquet: 1995-96
  - Liga Sudamericana de Clubes: 1996